# Hexapus edwardsi
Hexapus edwardsi is een krabbensoort uit de familie van de Hexapodidae. De wetenschappelijke naam van de soort is voor het eerst geldig gepubliceerd in 1976 door Serène & Soh.